# Atterton
Atterton är en by i civil parish Witherley, i distriktet Hinckley and Bosworth, i grevskapet Leicestershire i England. Byn är belägen 7 km från Market Bosworth. Atterton var en civil parish 1866–1935 när blev den en del av Witherley. Civil parish hade 43 invånare år 1931.